# Herzoghof

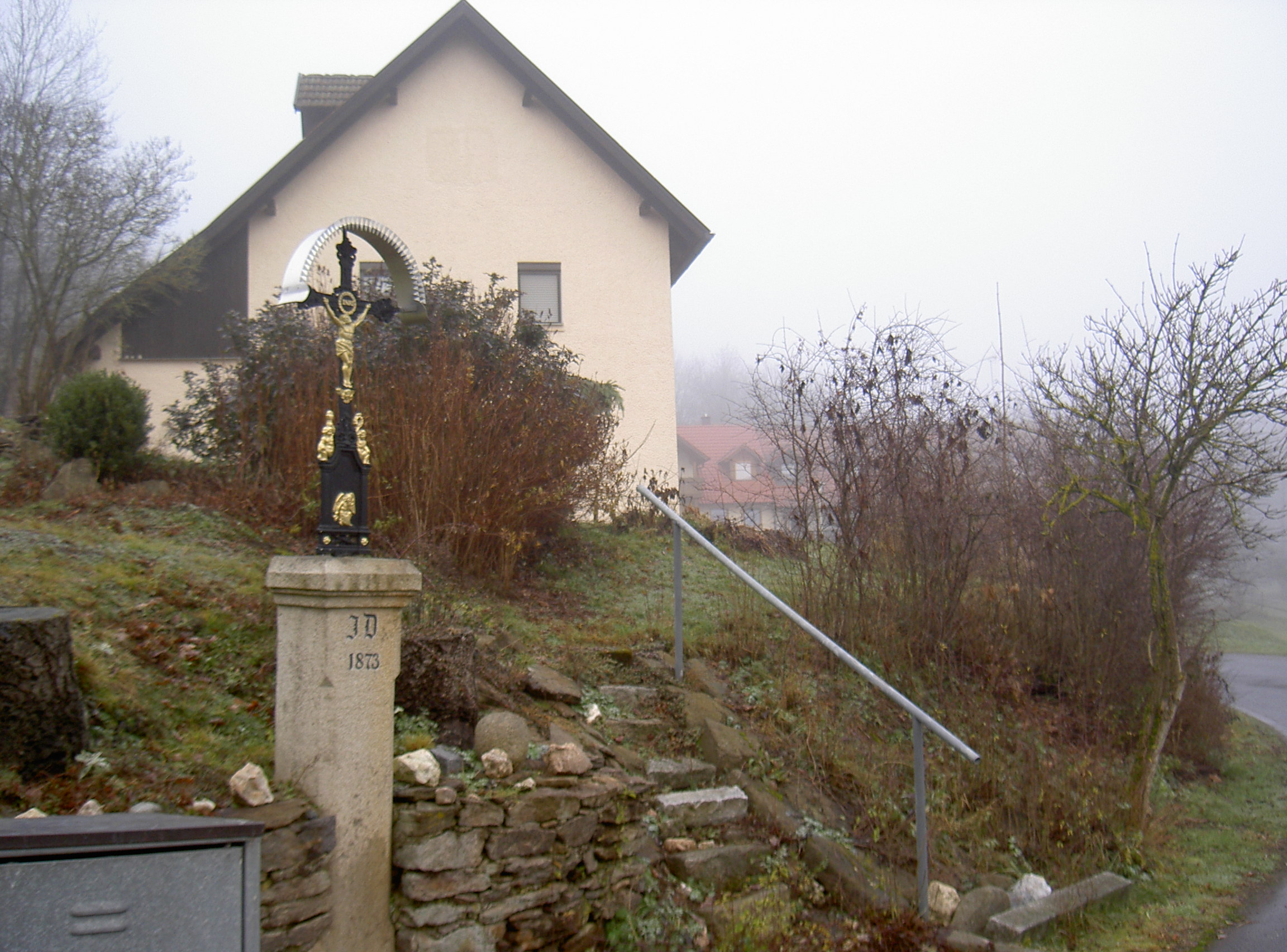
Herzoghof

Herzoghof ist ein Ortsteil der Stadt Oberviechtach im Oberpfälzer Landkreis Schwandorf in Bayern.

## Geographische Lage
Herzoghof liegt am Nordwestufer der Ascha gegenüber von Schneeberg.

## Geschichte
Zum Stichtag 23. März 1913 (Osterfest) wurde Herzoghof als Teil der Pfarrei Oberviechtach mit einem Haus und acht Einwohnern aufgeführt.
Am 31. Dezember 1990 hatte Herzoghof 18 Einwohner und gehörte zur Pfarrei Winklarn.